# Tomme de Gorze
Tomme de Gorze est une marque commerciale appartenant à Fromagerie Saint-Thiébault, située à Gorze (Moselle), pour un fromage au lait cru à pâte étuvée, non cuite, qui, après avoir été pressée, est affiné durant deux semaines à quatre mois. Le lait cru réfrigéré est acheté aux éleveurs bovins. Ce fromage de laiterie aux caractéristiques organoleptiques dues à l'utilisation d'une présure de brebis-chevreau est commercialisé plus ou moins affiné, également sous une forme poivrée.